# We (kana)
We (romanização do hiragana ゑ ou katakana ヱ) é um dos kana japoneses que representam um mora. Ele ocupava a 46.ª posição no Gojūon, entre Wi e Wo.
Embora fosse transliterado frequentemente como "we", este kana era pronunciado como "e" antes de ser considerado obsoleto, e substituído pelo え.
Este kana é obsoleto (era usado antes da Segunda Guerra Mundial), e raro no uso diário. De fato, em onomatopéias e em palavras estrangeiras, a forma katakana ウェ (U normal + e pequeno) é preferido.

## Formas alternativas
No Braile japonês, ゑ ou ヱ são representados como:
| － | － |
| ●  | ●  |
| ●  | － |

O Código Morse para ゑ ou ヱ é: ・－－・・

## Traços

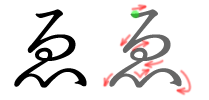
Seqüência de traços para escrita do ゑ

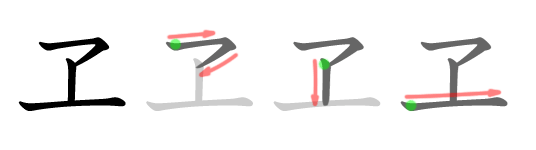
Seqüência de traços para escrita do ヱ